# Walkemühle (Frankenberg)
Die Walkemühle ist eine restaurierte Walkmühle in Frankenberg (Eder). Sie liegt am Radweg von Frankenberg zum Edersee, einer Teilstrecke des Ederauenradwegs. Erstmals urkundlich erwähnt wurde sie bereits 1358. Für die Tuchmacher wurden dort im Mittelalter die Tuche gewalkt – das heißt: die Stoffe wurden verdichtet und verfilzt.
In den Jahren 2007 bis 2009 wurde das Anwesen umfassend saniert. In dem in Fachwerkbauweise errichteten einstigen Mühlengebäude befindet sich jetzt ein Restaurant mit Café; ein Biergarten, eine Festscheune und ein Spielplatz befinden sich direkt daneben. Das unterschlächtige Wasserrad ist intakt und erzeugt heute Elektrizität und wird in den Abendstunden in der Regel auch beleuchtet.